# Serena Ortolani
Serena Ortolani (Ravenna, 7 gennaio 1987) è una pallavolista italiana, opposto della Adolfo Consolini.

## Carriera

### Club
Serena Ortolani comincia a giocare a pallavolo nel 1995 nelle squadre giovanili dell'ADS Reda Volley. Nella stagione 2000-01 viene ingaggiata dall'Olimpia Ravenna di Ravenna, anche se inizialmente partecipa al campionato con la squadra giovanile, per poi passare nella stagione successiva in prima squadra, nel campionato di Serie A1.
Nel 2000 entra a far parte del progetto della squadra della federazione italiana del Club Italia dove resta per due anni; viene quindi ingaggiata per la stagione 2004-05 dal Bergamo dove in tre annate vince un campionato, una coppa Italia, una supercoppa italiana ed una Champions League: a metà stagione 2006-07, viene ceduta in prestito alla River e quindi, in quella seguente, al Busto Arsizio, per poi rientrare a Bergamo nella stagione successiva, per rimanerci fino al 2011: con le orobiche vince uno scudetto e due Champions League.
Nella stagione 2011-12 viene ingaggiata dalla Robursport Pesaro; tuttavia la stagione successiva è costretta a fermarsi per una gravidanza che porta alla nascita della figlia avuta dal marito Davide Mazzanti.
Nella stagione 2013-14 ritorna in campo vestendo nuovamente la maglia della società di Busto Arsizio, mentre in quella seguente viene ingaggiata dal Casalmaggiore, club con il quale si aggiudica il suo terzo scudetto. Per il campionato 2015-16 difende i colori dell'Imoco di Conegliano, con cui resta per due annate, vincendo lo scudetto 2015-16, la Supercoppa italiana 2016 e la Coppa Italia 2016-17.
Nella stagione 2017-18 è ingaggiata dalla Pro Victoria, con cui si aggiudica la Challenge Cup 2018-19: nel marzo 2020, durante lo stop dovuto alla pandemia di COVID-19, chiede ed ottiene la risoluzione del contratto con la formazione lombarda.
Per il campionato 2020-21 si accasa alla Wealth Planet Perugia, sempre in Serie A1, mentre nella stagione successiva è in Serie A2 con l'Adolfo Consolini: il 19 gennaio 2022 annuncia il suo ritiro temporaneo dall'attività agonistica e, pur non rientrando più in campo in campionato, indossa nuovamente le ginocchiere in occasione della finale di Coppa Italia di Serie A2 a cui la formazione romagnola si era presentata con diverse defezioni in rosa.
Nella stagione 2022-23, dopo un iniziale periodo lontano dai campi di gioco, viene ingaggiata dalla Teodora Giovanile per la seconda parte del campionato di Serie B1, mentre l'annata seguente è di nuovo di scena in Serie A2 con la Adolfo Consolini, con la quale conquista, nell'annata 2024-25, la Coppa Italia di Serie A2, venendo nominata anche MVP della manifestazione.

### Nazionale
Viene convocata nelle nazionali giovanili italiane vincendo l'argento al campionato europeo under 18 e al mondiale under 18 nel 2003 e l'oro al campionato europeo under 19 nel 2004. 
Nello stesso anno ottiene anche le prime convocazioni nella nazionale maggiore. Dopo l'argento ottenuto nel torneo del 2005, si laurea campione d'Europa nel 2007, anno in cui vince l'oro anche alla Coppa del Mondo: nello stesso arco di tempo ottiene alcune medaglie d'argento e di bronzo al World Grand Prix.
Nel 2009 bissa sia il titolo europeo e si aggiudica la vittoria in Grand Champions Cup; nel 2018 conquista la medaglia d'argento al campionato mondiale.

## Palmarès

### Club
- Campionato italiano: 4

2005-06, 2010-11, 2014-15, 2015-16
- Coppa Italia: 2

2005-06, 2016-17
- Supercoppa italiana: 2

2004, 2016
- Coppa Italia di Serie A2: 1

2024-25
- Champions League: 3

2004-05, 2008-09, 2009-10
- Challenge Cup: 1

2018-19

### Nazionale (competizioni minori)
- Campionato europeo under 18 2003
- Campionato mondiale under 18 2003
- Campionato europeo under 19 2004
- Trofeo Valle d'Aosta 2005
- Trofeo Valle d'Aosta 2008
- Montreux Volley Masters 2009
- Universiade 2009
- Piemonte Woman Cup 2010
- Montreux Volley Masters 2018

### Premi individuali
- 2009 - CEV Champions League: MVP
- 2025 - Coppa Italia di Serie A2: MVP